# Филип IV Македонски
Вижте пояснителната страница за други личности с името Филип IV.
Филип IV (на старогръцки: Φίλιππος Δʹ ὁ Μακεδών) е цар на Древна Македония от династията Антипатриди от 297 г. пр. Хр. до 296 г. пр. Хр.
Той е най-възрастният син на цар Касандър и Тесалоника, полусестра на Александър Велики. Филип IV умира след четиримесечно управление от туберкулоза в Елатея във Фокида.
След неговата смърт управлението заедно поемат братята му Александър V и Антипатър I.